# Moustapha Zeghba
Moustapha Zeghba (sinh ngày 21 tháng 11 năm 1990) là một thủ môn người Algérie đang thi đấu tại Saudi Professional League cho CLB Damac. Hiện anh đang làm thêm công việc part time tại một nhà hàng bán đồ ăn nhanh ở Ả rập.